# Danh sách kỉ lục Partnership trong Twenty20 cricket
| Partnership                                                 | Runs | Vận động viên                         | Đối thủ     | Địa điểm     | Thời điểm  |
| ----------------------------------------------------------- | ---- | ------------------------------------- | ----------- | ------------ | ---------- |
| 1st wicket                                                  | 170  | Graeme Smith & Loots Bosman           | England     | Centurion    | 15/11/2009 |
| 2nd wicket                                                  | 166  | Mahela Jayawardene & Kumar Sangakkara | West Indies | Barbados     | 07/05/2010 |
| 3rd wicket                                                  | 120* | Herschelle Gibbs & Justin Kemp        | West Indies | Johannesburg | 11/09/2007 |
| 4th wicket                                                  | 112* | Kevin Pietersen & Eoin Morgan         | Pakistan    | Dubai        | 19/02/2010 |
| 5th wicket                                                  | 119* | Shoaib Malik & Misbah-ul-Haq          | Australia   | Johannesburg | 18/09/2007 |
| 6th wicket                                                  | 101* | Cameron White & Michael Hussey        | Sri Lanka   | Barbados     | 09/05/2010 |
| 7th wicket                                                  | 91   | Paul Collingwood & Michael Yardy      | West Indies | London       | 28/06/2007 |
| 8th wicket                                                  | 61   | Suresh Raina & Harbhajan Singh        | New Zealand | Christchurch | 25/02/2009 |
| 9th wicket                                                  | 44   | Dilhara Fernando & Lasith Malinga     | New Zealand | Auckland     | 26/12/2006 |
| 10th wicket                                                 | 31*  | Wahab Riaz & Shoaib Akhtar            | New Zealand | Auckland     | 26/12/2010 |
| Nguồn: Cricinfo.com, lần cuối cập nhật 26 tháng 12 năm 2010 |      |                                       |             |              |            |